# Vlag van Grande Comore

Vlag van Grande Comore (ratio 2:3)

De vlag van Grande Comore werd aangenomen in 2002. De vlag bestaat uit een marineblauw veld met een witte wassende maan en vier witte sterren aan de hijszijde.

## Geschiedenis
In de loop van de geschiedenis is er slechts één andere vlag gebruikt op het eiland. Het was de persoonlijke vlag van de sultan die werd gebruikt vanaf de eenwording van het eiland tot de Franse annexatie. Volgens Lucien Philippe was de standaard van de sultan een karmozijnrode vierkante vlag met een gouden rand en zeven sterren die de zeven sultanaten voorstelden die tot één werden verenigd. Het patroon van de sterren herinnert aan de kaart van het eiland.